# Maladera mutabilis
Maladera mutabilis är en skalbaggsart som beskrevs av Olivier 1789. Maladera mutabilis ingår i släktet Maladera och familjen Melolonthidae. Inga underarter finns listade i Catalogue of Life.